# GLAAD Media Awards 2015
La 26ª edizione dei GLAAD Media Awards si è tenuta nel 2015.
Le candidature sono state annuncaite il 21 gennaio 2015. Le cerimonie di premiazione hanno avuto luogo al Beverly Hilton Hotel di Los Angeles il 22 marzo ed al Waldorf-Astoria Hotel di New York il 9 maggio.

## Los Angeles

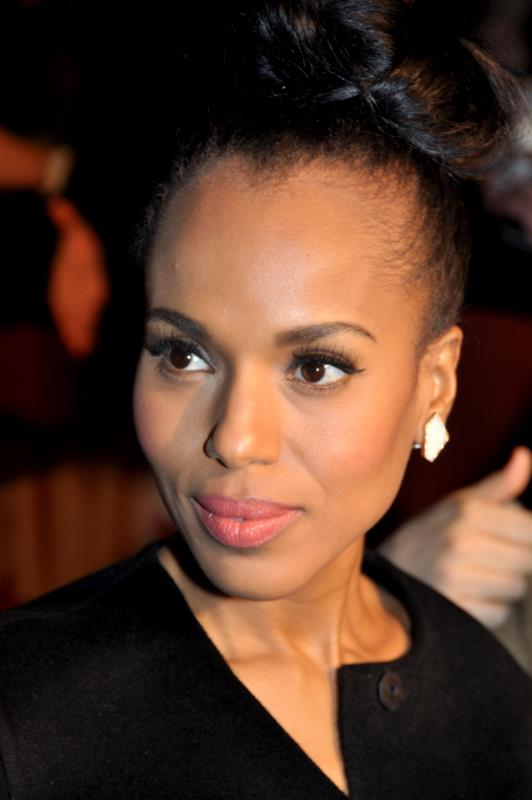
Kerry Washington ha ricevuto il Vangurd Award alla cerimonia di Los Angeles.

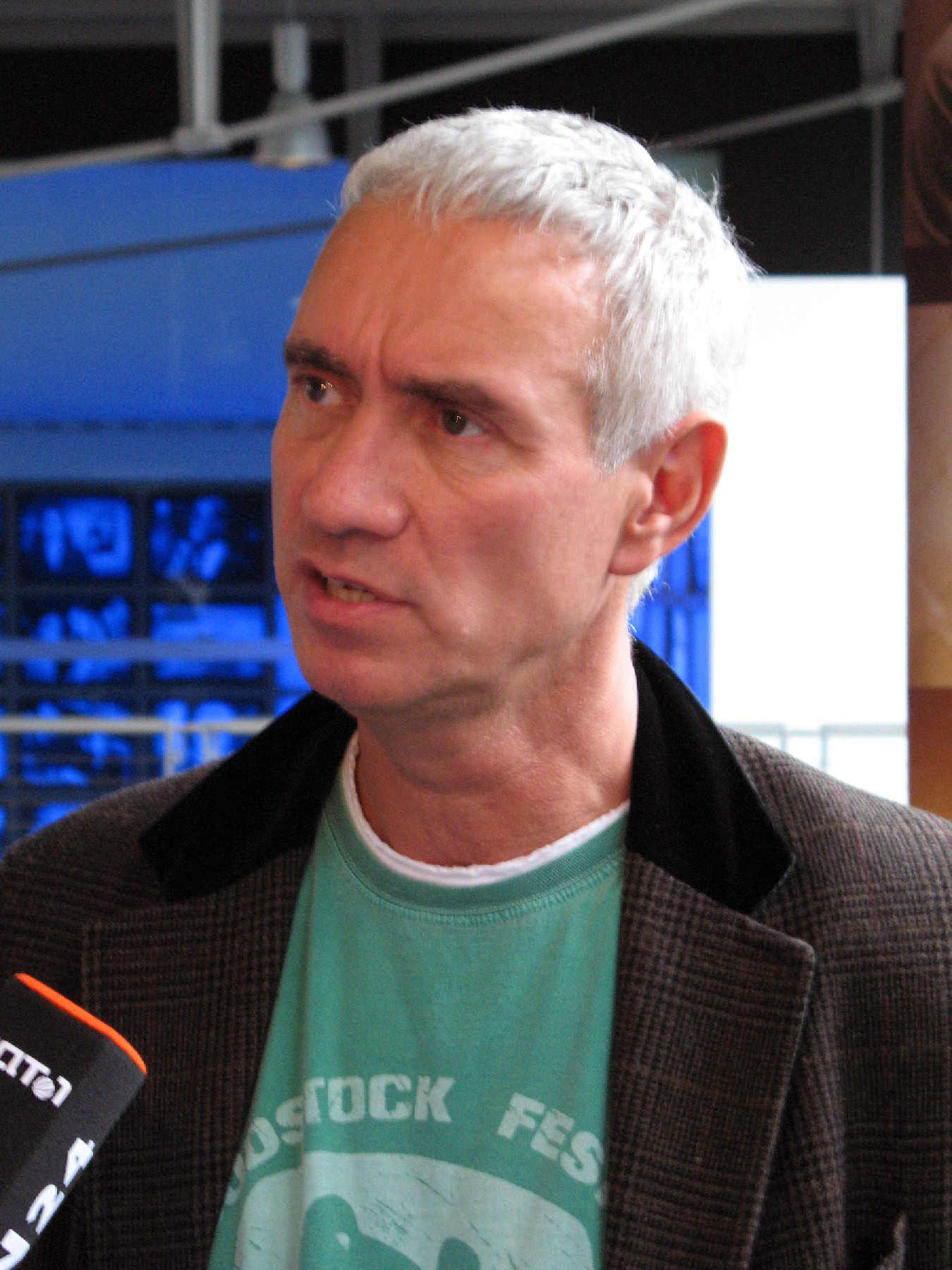
Roland Emmerich ha ricevuto il Stephen F. Kolzak Award alla cerimonia di Los Angeles.

### Vanguard Award
- Kerry Washington [5][6]

### Stephen F. Kolzak Award
- Roland Emmerich [7]

### Miglior film della grande distribuzione
- The Imitation Game
- I toni dell'amore - Love Is Strange (Love is Strange)
- Pride
- Uniti per sempre (The Skeleton Twins)
- Tammy

### Miglior serie drammatica
- Le regole del delitto perfetto (How to Get Away with Murder)
- Degrassi: The Next Generation
- The Fosters
- Il Trono di Spade (Game of Thrones)
- Grey's Anatomy
- Last Tango in Halifax
- Masters of Sex
- Orphan Black
- Pretty Little Liars
- Shameless

### Miglior serie commedia
- Transparent
- Brooklyn Nine-Nine
- Faking It - Più che amiche (Faking It)
- Glee
- Looking
- Modern Family
- Orange Is the New Black
- Please Like Me
- Sirens
- Vicious

### Miglior episodio serie TV
- "Identity Crisis" - Drop Dead Diva
- "Deep Breath" - Doctor Who
- "Down a Tree" - Buona fortuna Charlie (Good Luck Charlie)
- "Let's Have a Baby" - Playing House
- "No Lack of Void" - Elementary

### Miglior film per la televisione o miniserie
- The Normal Heart

### Miglior cantante
- Against Me! - Transgender Dysphoria Blues
- Angel Haze - Dirty Gold
- Mary Gauthier - Trouble & Love
- Mary Lambert - Heart on My Sleeve
- Sam Smith - In the Lonely Hour

### Miglior soap opera drammatica
- Il tempo della nostra vita (Days of Our Lives)
- General Hospital

### Miglior fumetto
- Rat Queens - Kurtis J. Wiebe, Roc Upchurch, Image Comics
- Hawkeye - Matt Fraction, Annie Wu, Chris Eliopoulos, David Aja, Marvel Comics
- Lumberjanes - Noelle Stevenson, Grace Ellis, Brooke Allen, Boom! Studios
- Memetic - James Tynion IV, Eryk Donovan, Boom! Studios
- Saga - Brian K. Vaughan, Fiona Staples, Image Comics

### Miglior articolo giornalistico digitale
- "31 Days of PrEP" (serie) - Advocate.com
- "Black Parents, Gay Sons and Redefining Masculinity" - Edward Wyckoff Williams, TheRoot.com
- "Conner Mertens came out to his college football team. Now he comes out publicly." - Cyd Zeigler, Outsports.com
- "A Nun's Secret Ministry Brings Hope to the Transgender Community" - Nathan Schneider, America.Aljazeera.com
- "A Year Later, 'Nothing' Has Changed Since Transgender Woman Islan Nettles was Killed" - Tony Merevick, Buzzfeed.com

### Miglior Blog
- Autostraddle
- The Art of Transliness
- Box Turtle Bulletin
- Holy Bullies and Headless Monsters
- My Fabulous Disease

## New York

### Vito Russo Award
- Thomas Roberts [8][9]

### Excellence in Media Award

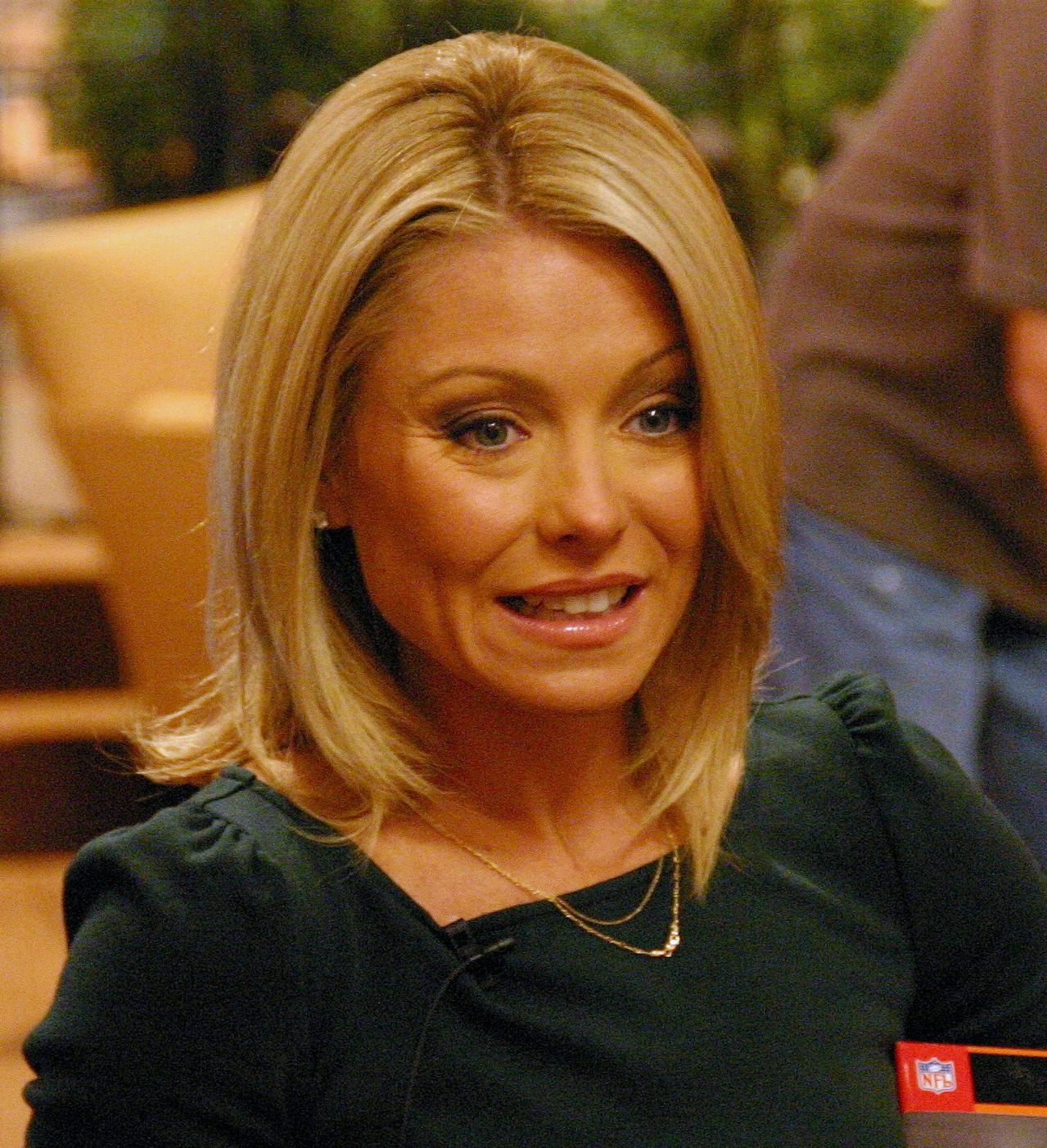
Kelly Ripa ha ricevuto l'Excellence in Media Award alla cerimonia di New York.

- Kelly Ripa ha ricevuto l'Excellence in Media Award alla cerimonia di New York.Kelly Ripa [9]

### Miglior film della piccola distribuzione
- Lilting
- Dear White People
- Life Partners
- Hoje eu quero voltar sozinho
- Will You Still Love Me Tomorrow

### Miglior episodio talk show
- "Pepe Julian Onziema" - Last Week Tonight with John Oliver
- "Issues Facing the Transgender Community" - Katie
- "Laverne Cox discusses 'The T Word'" - The View
- "Michael Sam" - Oprah Prime
- "Robin Roberts" - The Ellen Degeneres Show

### Miglior servizio giornalistico TV
- "Fired for Being Gay?" - MSNBC Live
- "Change is Coming to the South"' - Melissa Harris-Perry
- "License to Discriminate?" - Anderson Cooper 360°
- "A Model with a Mission" - Alicia Menendez Tonight
- "Transgender Tipping Point?" - This Week

### Miglior articolo di una rivista
- "The Transgender Tipping Point" - Katy Steinmetz, Time
- "Do Ask, Do Tell" - S.L. Price, Sports Illustrated
- "Inside the Iron Closet: What It's Like to Be Gay in Putin's Russia" - Jeff Sharlet, GQ
- "Sex Without Fear" - Tim Murphy, New York
- "The Forsaken" - Alex Morris, Rolling Stone

### Miglior giornalismo TV
- "Coming Out" - Nick News con Linda Ellerbee
- "Gay and Muslim in America" - America Tonight
- "Gay Rodeo" - This is Life with Lisa Ling
- "Infield & Out: Baseball for All" - Morning Joe
- "Transgender Society" (serie) - Ronan Farrow Daily

### Miglior rivista
- Sports Illustrated
- Essence
- Glamour
- Out
- Time

### Miglior documentario
- L Word Mississippi: Hate the Sin
- The Case Against 8
- Laverne Cox Presents: The T Word
- To Russia with Love
- True Trans with Laura Jane Grace

### Miglior reality show
- R&B Divas: Atlanta
- B.O.R.N. to Style
- Big Freedia: Queen of Bounce
- Make or Break: The Linda Perry Project
- Survivor: San Juan del Sur

### Miglior articolo di giornale
- "Longtime Utah LGBT Advocates Recount Brutal History" - Erin Alberty, Salt Lake City Tribune
- "A Christian Family, a Gay Son and a Wichita Father’s Change of Heart" - Roy Wenzl, The Wichita Eagle
- "For Transgender Service Members, Honesty Can End Career" - Ernesto Londoño, The Washington Post
- "An Identity to Call Their Own" (serie) by Michael A. Fuoco and Mackenzie Carpenter, Pittsburgh Post-Gazette
- "When They Stopped Waiting" - Shaun McKinnon, The Arizona Republic

### Miglior articolo giornalistico digitale - Mutimedia
- "Why did the U.S. Lock Up These Women with Men?" - Cristina Costantini, Jorge Rivas, Kristofer Ríos, Fusion.net
- "Left Behind: LGBT Homeless Youth Struggle to Survive on the Streets" - Miranda Leitsinger, NBCNews.com
- "With Technology I Didn’t Have to Sell My Body" - Kerri Pang, MSNBC.com
- "Young and Gay: Jamaica's Gully Queens" - Adri Murguia, Christo Geoghegan, News.Vice.com
- "Young and Gay in Putin's Russia" - Milene Larsson, News.Vice.com